# Julian Jaynes
Julian Jaynes (* 27. Februar 1920 in Newton, Massachusetts; † 21. November 1997 in Charlottetown, Prince Edward Island) war ein US-amerikanischer Psychologe. Weltweit bekannt wurde er durch sein Buch „Der Ursprung des Bewusstseins durch den Zusammenbruch der bikameralen Psyche“.

## Leben
Jaynes war das erste von drei Kindern eines unitarischen Geistlichen, der 37 Jahre lang in seiner Geburtsstadt Newton wirkte. Früh fasziniert von den Fragen nach Art und Herkunft des menschlichen Bewusstseins begann Jaynes 1940 an der benachbarten Bostoner Harvard University Philosophie und Literatur zu studieren.
1943 wechselte er an die McGill University nach Montreal, Kanada, wo er, enttäuscht von der traditionellen Philosophie, sich der Psychologie zuwandte. Nach einer kurzen Dozententätigkeit Ende 1944 an der Universität von Toronto, setzte er 1945 seine Studien an der Yale University fort. Hier erwarb er 1948 seinen Master-Titel und arbeitete anschließend als Forschungsassistent. Karriere machte er ab 1964 an der Princeton University, an der er von 1966 bis 1990 Psychologie lehrte.

## Werk
Vor der Publikation seines Hauptwerks, das die Ergebnisse von drei Jahrzehnten vielseitiger Forschungen präsentiert, veröffentlichte Jaynes nur wenige verhaltens- und neuropsychologische sowie historische Studien. Selbst seine Magisterarbeit über Prägungslernen in der Interaktion zwischen gelerntem und angeborenem Verhalten arbeitete er erst nach Erscheinen seines Buches und nur auf Drängen von Kollegen zu einer formalen Dissertation aus, so dass er schließlich im Jahre 1978 und damit zwölf Jahre nach Aufnahme seiner Professur in Princeton von Yale seinen Doctor of Philosophy verliehen bekam.
Seine späteren Arbeiten galten der Erläuterung und Diskussion seiner Überlegungen und Thesen zur evolutionären Entwicklung des menschlichen Bewusstseins, die er in einem Nachwort zu dem 1990 erschienenen Nachdruck seines Buches noch einmal zusammenfasste. Sie waren für die bis dahin entwickelten akademisch akzeptierten Ansichten zu diesem Thema derart provokant, dass nur wenige Wissenschaftler sie nachvollziehen mochten oder konnten. Jaynes geriet dadurch auch persönlich in zunehmende Isolation. Sie hat ihn offenbar stark belastet: In den vierzehn Jahren bis zu seinem Herzinfarkt hat er ein bis zuletzt angekündigtes weiteres Buch mit dem Titel The Consequences of Consciousness allem Anschein nach nicht einmal als Manuskript fertiggestellt. Hier wollte Jaynes die Folgen des allgemeinen Bewusstseinswandels, der nach seinen Ergebnissen in unserem Kulturraum erst vor gut 3000 Jahren eingesetzt haben soll, diskutieren.

### Der Ursprung des Bewusstseins
1976 veröffentlichte Jaynes sein Hauptwerk The Origin of Consciousness in the Breakdown of the Bicameral Mind. Er unternimmt darin den Versuch, Ursprung und Entwicklung des menschlichen Bewusstseins im Verlauf der Menschheitsgeschichte anhand einer zentralen, im Titel angezeigten These zu rekonstruieren: Die Entstehung des Bewusstseins aus einer Struktur, die er die bikamerale Psyche nennt. Spuren dieser Vorstufe des heutigen Bewusstseins findet er dabei u. a. bei Homer und im Alten Testament, aber auch in Phänomenen wie Hypnose oder Schizophrenie.
Die Hauptthese von Julian Jaynes, die er selbst preposterous („absonderlich“) nennt, besagt: Bewusstsein hat sich in historisch nachweisbarem Ausmaß erst in dem Jahrtausend vor der klassisch-griechischen Hochkultur entwickelt, etwa zwischen 1300 und 700 v. Chr. Die Menschen vor dieser Zeit hatten kein Bewusstsein, das heißt im Sinne Jaynes’ kein autonomes Selbst im heutigen Sinn.

### Rezeption der Thesen zum Bewusstsein
Der intellektuelle Reiz von Jaynes’ Thesen zur Bewusstseinsentwicklung liegt u. a. darin, dass seine Deutung historischer Texte einen originellen Blick auf solche psychische Erscheinungen ermöglicht, die heute als psychische Störungen aufgefasst werden: Stimmen-Hören als Symptom einer Schizophrenie wird so von ihm als Relikt, wenn nicht Rückfall auf eine frühere Stufe der Entwicklung des menschlichen Bewusstseins gedeutet.
Das gravierende intellektuelle Problem im Umgang mit seinen Thesen zum Bewusstsein hat Jaynes selbst treffend so formuliert: „Für uns mit unserer Subjektivität ist es unmöglich nachzuempfinden, wie das ist.“ 
Julian Jaynes ist es trotz oder vielleicht sogar wegen des publizistischen Erfolges seines Buches offenbar nicht gelungen, dass seine Thesen und Überlegungen fachlich genügend ernst genommen und wissenschaftlich diskutiert und überprüft wurden. Dazu mag beigetragen haben, dass er sich bei seinen psychologischen Herleitungen weit überwiegend auf Dokumente verschiedenster historischer Wissenschaften stützte, dagegen kaum Erkenntnisse aus der Entwicklungspsychologie für seine Thesen nutzbar zu machen versuchte.
Die Radikalität seiner Erkenntnisse war Jaynes durchaus bewusst, legte er doch nahe, dass er sie auf einer Ebene mit der Evolutionstheorie und der Relativitätstheorie ansiedelte. In Tieren und Kindern bloße Automaten zu sehen, war seit Descartes keine populäre Ansicht mehr. Jaynes selbst bezeichnete sich auch als „Neo-Behaviouristen“. Schmerz, zum Beispiel, reduziert sich auf Schmerzverhalten, nur dass beim bewussten Menschen das Schmerzverhalten mit dem analogen Ich noch einmal wahrgenommen wird. 
1984 trug Jaynes seine Thesen auf einem Wittgenstein-Symposium vor, in der Annahme, dort auf Geistesverwandte zu treffen. (Wittgenstein fragte zum Beispiel ironisch, ob ein Hund zu ehrlich sei, weil er nicht heuchelt.) Allerdings erzielte er keine große positive Resonanz. Der einzige bedeutende Philosoph, der Jaynes ernst genommen hat, dürfte Daniel Dennett sein. Der Medienwissenschaftler Norbert Bolz bezeichnet Julian Jaynes als einen „zu Unrecht vergessenen“ Denker.
Einige Ausdrucksweisen könnten weitere Hürden darstellen, wenn dadurch etwa Gräzisten zu der Auffassung gekommen wären, Jaynes habe die Helden der antiken Epen zu psychisch gestörten Individuen erklärt.
Gelitten haben seine Thesen vielleicht auch unter einigen spekulativen Überlegungen zu der einst angeblich andersartigen Zusammenarbeit der Hirnhemisphären, mit denen Jaynes seine These von der Bikameralität der vorbewussten oder vorreflexiven Bewusstseinsstruktur zu untermauern suchte. Mit diesen Ansätzen zu einer Neurophysiologie des archaischen Menschen wollte Jaynes begründen, dass und wie Menschen Erfahrungen verarbeiten konnten, die noch kein Wissen oder Bewusstsein davon ausgebildet hatten, dass es sich auch bei spontan auftauchenden Erinnerungen, Einfällen und Träumen um Vorstellungen handelt, die sich zwar automatisch und nach speziellen Gesetzen der Assoziation bilden und insofern autonom entstehen, die aber gleichwohl selbstproduziert sind. Allerdings hat Jaynes auch die einschlägige psychologische Literatur über unbewusste psychische Abläufe kaum verwertet. So wurde er weder in der Hirnforschung in nennenswertem Umfang rezipiert, noch in der Psychiatrie, der Psychologie, oder der Philosophie.
In der Bibliographie von Raoul Schrotts Die Erfindung der Poesie (1997) wird Jaynes’ Hauptwerk an prominenter Stelle erwähnt.

## Veröffentlichungen
- The Origin of Consciousness in the Breakdown of the Bicameral Mind. Houghton Mifflin, Boston/New York 1976, ISBN 0-395-20729-0; mit umfangreichen Nachwort als A Mariner Book, ebd. seit 1990; 2000, ISBN 978-0618057078.
  - Der Ursprung des Bewusstseins durch den Zusammenbruch der bikameralen Psyche. Rowohlt, Reinbek 1988, ISBN 3-498-03320-4; auch rororo 9529, Reinbek 1993, ISBN 3-499-19529-1.

## Belege
1. ↑  Julian Jaynes’s Software Archeology. In: Daniel Dennett: Brainchildren: essays on designing minds. 1998, ISBN 0-262-04166-9.
2. ↑  Norbert Bolz: Das richtige Leben. SWR2 Essay, 18. November 2013, abgerufen am 1. Juni 2022 (deutsch).

| Personendaten    | Personendaten                       |
| ---------------- | ----------------------------------- |
| NAME             | Jaynes, Julian                      |
| KURZBESCHREIBUNG | US-amerikanischer Psychologe        |
| GEBURTSDATUM     | 27. Februar 1920                    |
| GEBURTSORT       | Newton, Massachusetts               |
| STERBEDATUM      | 21. November 1997                   |
| STERBEORT        | Charlottetown, Prince Edward Island |